# 二十世紀の豫言
『二十世紀の豫言』（にじっせいきのよげん、二十世紀の予言）は、『報知新聞』が1901年（明治34年）1月2日と3日の2日にわたって同紙紙面に掲載した未来予測記事の題名である。記事は、電気通信、運輸、軍事、医療、防災などの23項目について、20世紀に実現するであろう科学・技術の内容を予測している。
文部科学省が発行した2005年（平成17年）度版の『科学技術白書』では、23項目すべてについて予測が的中しているか否かを検証し、12項目が実現、5項目が一部実現、6項目が未実現と評価している。
実現した技術では電気、機械、通信、エネルギーなどの分野が大半を占め、実現しなかったものについては環境、生命科学、医療などが多い。
内容を後述の『スポーツ報知』サイトから転載して説明する。なお、旧漢字については【】内に新漢字を記し、難読語には【】に読みを記している。

## 内容
十九世紀は既に去り人も世も共に二十世紀の新舞臺【舞台】に現はるゝことゝなりぬ、十九世紀に於ける世界の進歩は頗る【すこぶる】驚くべきものあり、形而下に於ては『蒸汽【蒸気】力時代』『電氣【電気】力時代』の稱【称】ありまた形而上に於ては『人道時代』『婦人時代』の名あることなるが更に歩を進めて二十世紀の社會【社会】は如何【いか】なる現象をか呈出するべき、既に此三四十年間には佛國【仏国】の小説家ジュール・ヴェルヌの輩【やから】が二十世紀の豫言【予言】めきたる小説をものして讀者【読者】の喝采を博したることなるが若し十九世紀間進歩の勢力にして年と共に愈よ【いよいよ】増加せんか、今日なほ【なお】不思議の惑問中に在るもの漸漸思議【ようようしぎ】の領内に入り來【来】ることなるべし、今や其大時期の冒頭に立ちて遙かに未來【未来】を豫望【予望】するも亦た【また】快ならずとせず、世界列強形成の變動【変動】は先づ【まず】さし措きて暫く【ようやく】物質上の進歩に就きて想像するに

### 無線電信及電話
- マルコニー氏發明【発明】の無線電信は一層進歩して只だに電信のみならず無線電話は世界諸國【諸国】に聯絡【連絡】して東京に在るものが倫敦【ロンドン】紐育【ニューヨーク】にある友人と自由に對話【対話】することを得べし

携帯電話による国際電話として実現。

### 遠距離の寫眞【写真】
- 數十【数十】年の後歐洲【欧州】の天に戰雲【戦雲】暗澹【あんたん】たることあらん時東京の新聞記者は編輯【へんしゅう】局にゐながら電氣【電気】力によりて其状況を早取寫眞【写真】となすことを得べく而して其寫眞【写真】は天然色を現象すべし

カラー写真電送として実現。また冒頭の欧州情勢の不安定化も的中（ただし冷戦時代は大規模衝突が無くなり欧州史で相対的に平和な時代となった）。

### 野獸【野獣】の滅亡
- 亞弗利加【アフリカ】の原野に到るも獅子虎鰐魚等の野獸【野獣】を見ること能はず【あたわず】彼等は僅に大都會【都会】の博物館に餘命【余命】を繼【継】ぐべし

自然環境の破壊と絶滅が進む点は当たっている。しかし、20世紀にはまだそれほどの大量絶滅には至っていない。

### サハラ砂漠
- サハラの大砂漠は漸次沃野に化し東半球の文明は漸々【ようよう】支那日本及び亞弗利加【アフリカ】に於て發達【発達】すべし

砂漠の緑化事業ということでは半分的中している。東半球の文明については、アジアの発展は予想通りといえる。

### 七日間世界一周
- 十九世紀の末年に於て尠く【すくなく】とも八十日間を要したりし世界一周は二十世紀末には七日を要すれば足ることなるべくまた世界文明國【国】の人民は男女を問はず必ず一回以上世界漫遊をなすに至らむ

海外旅行の一般化については的中している。また高速化についても的中している。ただし日本やアメリカなどパスポート保有率が低い国もあり必ずとはいえない。

### 空中軍艦空中砲臺【砲台】
- チェッペリン式の空中船は大に發達【発達】して空中に軍艦漂ひ【漂い】空中に修羅場を現出すべく從って【従って】空中に砲臺【砲台】浮ぶの奇觀【奇観】を呈するに至らん

空中船（飛行船）は完全に廃れ、飛行機に取って代わられたのでこの点は外れ。爆撃機や戦闘機による空爆、空中戦は行われている。

### 蚊及蚤の滅亡
- 衞生【衛生】事業進歩する結果、蚊及び蚤【のみ】の類は漸次滅亡すべし

滅亡まではいかないが、衛生状態の進歩による害虫の減少ということであれば半分的中といえる。

### 暑寒知らず
- 新器械發明【発明】せられ暑寒を調和する爲【為】に適宜の空氣【空気】を送り出すことを得べし亞弗利加【アフリカ】の進歩も此爲【為】なるべし

新器械自体はエア・コンディショナーとして実現。アフリカの進歩については、20世紀中には的中せずも方向性は予想通りといえる。

### 植物と電氣【電気】
- 電氣【電気】力を以て野菜を成長することを得べく而して豌豆（注＝そらまめ）は橙【だいだい】大となり菊牡丹薔薇は緑黒等の花を開くもあるべく北寒帶【寒帯】のグリーンランドに熱帶【熱帯】の植物生長するに至らん

電気を使うということなら、水耕栽培のようなものであれば実現。後半は品種改良や遺伝子組み替えという手法と考えれば半分的中といえる。

### 人聲【人声】十里に達す
- 傳聲【伝声】器の改良ありて十里の遠きを隔てたる男女互に婉婉【えんえん】たる情話をなすことを得べし

伝声器というのは船内などの伝声管のことか。電話機に置き換えて、電話機や電話網の改良による通信品質の向上と考えれば的中といえる。

### 寫眞【写真】電話
- 電話口には對話【対話】者の肖像現出するの裝置【装置】あるべし

技術的にはテレビ電話の形で実現した。

### 買物便法
- 寫眞【写真】電話によりて遠距離にある品物を鑑定し且つ賣買【売買】の契約を整へ【整え】其品物は地中鐵管【鉄管】の裝置【装置】によりて瞬時に落手することを得ん

通信販売(ネットショッピング)という形で実現している。商品を瞬時に到着させるシステムについては予想を外している。

### 電氣【電気】の世界
- 薪炭石炭共に竭き【つき】電氣【電気】之に代りて燃料となるべし

電気エネルギー比率の増大の予想について、大部分が的中している。但し、当時の話ではエネルギー源としての石油は考えられなかったと思われる。当然原子力発電もまだ出てこない。

### 鐵道【鉄道】の速力
- 十九世紀末に發明【発明】せられし葉巻煙草形の機關車【機関車】は大成せられ列車は小家屋大にてあらゆる便利を備へ【備え】乘客【乗客】をして旅中にあるの感無からしむべく啻（注＝ただ）に冬期室内を暖むるのみならず暑中には之に冷氣【冷気】を催すの裝置【装置】あるべく而して速力は通常一分時に二哩【マイル】急行ならば一時間百五十哩【マイル】以上を進行し東京神戸間は二時間半を要しまた今日【こんにち】四日半を要する紐育【ニューヨーク】桑港【サンフランシスコ】間は一晝夜【一昼夜】にて通ずべしまた動力は勿論石炭を使用せざるを以て煤煙の汚水無くまた給水の爲【為】に停車すること無かるべし

高速化のみならず、電化や快適性の向上など、概ね的中している。ただしニューヨーク-サンフランシスコほどの距離は飛行機で行く時代になっている。

### 市街鐵道【鉄道】
- 馬車鐵道【鉄道】及び鋼索鐵道【鉄道】の存在せしことは老人の昔話にのみ殘り【残り】電氣車【電気車】及び壓搾空氣車【圧搾空気車】も大改良を加へられて【加えられて】車輪はゴム製となり且つ文明國の大都會【文明国の大都会】にては街路上を去りて空中及び地中を走る

馬車鉄道の廃止は当たっているほか、方向性としても地下鉄、高架線もさることながら、ゴムタイヤによるモノレールや新交通システムの登場を当てている。しかし鉄輪はいまだ健在である。

### 鐵道【鉄道】の聯絡【連絡】
- 航海の便利至らざる無きと共に鐵道【鉄道】は五大洲【五大州】（アメリカ大陸・ヨーロッパ大陸・アジア大陸・アフリカ大陸・オセアニア）を貫通して自由に通行するを得べし

航空の発達によって鉄道が五大州を繋ぐことはなかったが、航海が不便なものとみなされるようになった点では的中といえる。

### 暴風を防ぐ
- 氣象【気象】上の觀測【観測】術進歩して天災來【来】らんとすることは一ヶ月以前に豫測【予測】するを得べく天災中の最も恐るべき暴風起らんとすれば大砲を空中に放ちて變【変】じて雨となすを得べしされば二十世紀の後半期に至りては難船海嘯等の變【変】無かるべしまた地震の動搖【動揺】は免れざるも家屋道路の建築は能く其害を免るゝに適當【適当】なるべし

気象予測の技術は大幅に向上したが、台風を雨に変えたりという技術は未だ実現していない。後半の耐震設計の進歩であるが、阪神・淡路大震災の被害状況を考慮すると現在も進歩の途上であるといえよう。

### 人の身幹
- 運動術及び外科手術の效【効】によりて人の身体は六尺（約180cm）以上に達す

骨延長手術は存在するが一般的ではない。体格の向上と理解すれば半分的中といえる。

### 醫術【医術】の進歩
- 藥劑【薬剤】の飲用は止み電氣【電気】針を以て苦痛無く局部に藥液【薬液】を注射しまた顯微鏡【顕微鏡】とエッキス光線の發達【発達】によりて病源を摘發【摘発】して之に應急【応急】の治療を施すこと自由なるべしまた内科術の領分は十中八九まで外科術に移りて後には肺結核の如きも肺臟を剔出【てきしゅつ】して腐敗を防ぎバチルス（細菌か？）を殺すことを得べし而して切開術は電氣【電気】によるを以て毫【すこし】も苦痛を與ふる【与える】こと無し

電気メス、内視鏡、放射線治療・レーザー治療による治療方法の確立ということであれば的中している。外科領域に移るという部分はむしろ逆で、1990年代以降は内科領域のウエイトが高まっている。

### 自動車の世
- 馬車は廢【廃】せられ之に代ふるに自動車は廉價【廉価】に購うことを得べくまた軍用にも自轉車【自転車】及び自動車を以て馬に代ふることとなるべし從【従】って馬なるものは僅かに好奇者によりて飼養せらるゝに至るべし

1960年代以降のモータリゼーションの到来を言い当てている。

### 人と獸【獣】との會話【会話】自在
- 獸【獣】語の研究進歩して小學校【小学校】に獸【獣】語科あり人と犬猫猿とは自由に對話【対話】することを得るに至り從【従】って下女下男の地位は多く犬によりて占められ犬が人の使に歩く世となるべし

2002年9月、タカラトミーから犬とのコミュニケーションツールであるバウリンガルが発売され、2003年11月には猫とのコミュニケーションツールであるミャウリンガルが発売されたが、これらは玩具であり、人と獣との対話は未だ実現していない。動物行動学で研究されており、2003年8月には小暮規夫がワン和辞典を出版している。
後半の部分については、仮に会話できたとしても人間の代替となることは難しいと考えられるが、盲導犬や警察犬などの作業犬であれば部分的に的中といえよう。

### 幼稚園の廢止【廃止】
- 人智は遺傳【遺伝】によりて大に發達【発達】し且つ家庭に無敎育【無教育】の人無きを以て幼稚園の用無く男女共に大學【大学】を卒業せざれば一人前と見做【みな】されざるにいたらむ

2011年現在では、プリスクールを含む外部施設へ子どもを預けての早期教育が年々熱を帯びてきている。幼稚園がこの早期教育の妨げになると存在意義が問われ始めていると考えると、方向性は言い当てているといえよう。また、1960年代以降の学歴社会（大学が大衆化、大学全入時代）の到来を言い当てている。
一方、優秀な遺伝子を残すといったような優生学的な教育発想は逆に禁忌とされるようになった。

### 電氣【電気】の輸送
- 當本【当本】（注＝にほん）は琵琶湖の水を用ひ米國【米国】はナイヤガラの瀑布【ばくふ】によりて水力電氣【電気】を起して各々其全國【国】内に輸送することとなる

長距離送電技術の実現ということでは半分当たりというところか。ナイアガラ滝には水力発電所が建設されている。
最後は
以上の如くに算へ【かぞえ】來【来】らば到底俄【にわか】に盡【尽】し難きを以て先づ我豫言【予言】も之に止め餘【余】は讀者【読者】の想像に任す兎に角【とにかく】二十世紀は奇異の時代なるべし
で結ばれている。